# Bulbinella punctulata
Bulbinella punctulata là một loài thực vật có hoa trong họ Thích diệp thụ. Loài này được Zahlbr. miêu tả khoa học đầu tiên năm 1901.